# Batman Park
Batman Park är en stadspark belägen på floden Yarras norra strand i centrala Melbourne. Den ligger i delstaten Victoria i Australien.